# Neocalchas gruberi
Genre
Espèce
Synonymes
- Calchas gruberi Fet, Soleglad & Kovařík, 2009

Neocalchas gruberi, unique représentant du genre Neocalchas, est une espèce de scorpions de la famille des Iuridae.

## Distribution
Cette espèce se rencontre en Turquie dans les provinces de Mersin et d'Antalya et en Grèce à Samos et Kastellórizo.

## Description
La femelle holotype mesure 31,90 mm, les mâles mesurent de 26,25 à 27,40 mm et les femelles de 28,75 à 31,90 mm.

## Systématique et taxinomie
Cette espèce a été décrite sous le protonyme Calchas gruberi par Fet, Soleglad et Kovařík en 2009. Elle est placée dans le genre Neocalchas par Yağmur, Soleglad, Fet et Kovařík en 2013.

## Étymologie
Cette espèce est nommée en l'honneur de l'arachnologiste Jürgen Gruber.

## Publications originales
- Fet, Soleglad & Kovařík, 2009 : Etudes on iurids, II. Revision of genus Calchas Birula, 1899, with the description of two new species (Scorpiones: Iuridae). Euscorpius, no 82, p. 1−72 (texte original).
- Yağmur, Soleglad, Fet & Kovařík, 2013 : Etudes on Iurids, VI. Further Revision of Calchas Birula, 1899 (Scorpiones: Iuridae), with a Description of a New Genus and Two New Species. Euscorpius, no 159, p. 1−37 (texte original).